# Leichtathletik-Europacup 1983
| 9. Leichtathletik-Europacup                                    | 9. Leichtathletik-Europacup | 9. Leichtathletik-Europacup | 9. Leichtathletik-Europacup | 9. Leichtathletik-Europacup | 9. Leichtathletik-Europacup |
| -------------------------------------------------------------- | --------------------------- | --------------------------- | --------------------------- | --------------------------- | --------------------------- |
|                                                                |                             |                             |                             |                             |                             |
| Resultate Superliga                                            |                             |                             |                             |                             |                             |
| London, Crystal Palace National Sports Centre – 20./21. August |                             |                             |                             |                             |                             |
| Frauen                                                         | Frauen                      | Frauen                      | Männer                      | Männer                      | Männer                      |
| Platz                                                          | Land                        | Punkte                      | Platz                       | Land                        | Punkte                      |
| 1                                                              | DDR                         | 125                         | 1                           | DDR                         | 128,0                       |
| 2                                                              | Sowjetunion                 | 107                         | 2                           | Sowjetunion                 | 124,5                       |
| 3                                                              | Tschechoslowakei            | 091                         | 3                           | BR Deutschland              | 106,5                       |
| 4                                                              | Großbritannien              | 084                         | 4                           | Großbritannien              | 097,0                       |
| 5                                                              | BR Deutschland              | 080                         | 5                           | Polen                       | 075,0                       |
| 6                                                              | Bulgarien                   | 079                         | 6                           | Italien                     | 074,0                       |
| 7                                                              | Polen                       | 077                         | 7                           | Frankreich                  | 071,0                       |
| 8                                                              | Ungarn                      | 076                         | 8                           | Ungarn                      | 041,0                       |
| ← Zagreb 1981                                                  | ← Zagreb 1981               | ← Zagreb 1981               | Moskau 1985 →               | Moskau 1985 →               | Moskau 1985 →               |

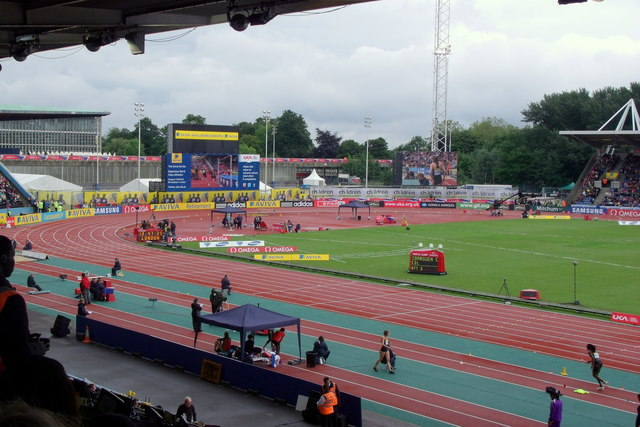
Das Leichtathletikstadion in Crystal Palace, einem Stadtteil Londons im Jahr 2012

Das 9. Leichtathletik-Europacup-Superliga-Finale fand am 20. und 21. August 1983 im Crystal Palace National Sports Centre von London (Großbritannien) statt und umfasste wiederum 35 Wettbewerbe (20 Männer, 15 Frauen).

## Modus
Bei dieser Austragung kam es zu einer einschneidenden Umstrukturierung des Wettbewerbs. Die Anzahl internationaler Wettbewerbe hatte deutlich zugenommen. Zum ersten Mal gab es nun auch in der Leichtathletik Weltmeisterschaften, die zunächst im vierjährigen und ab 1993 im zweijährigen Rhythmus durchgeführt wurden. Der Leichtathletik-Weltcup, für den sich die besten beiden Teams des Europacups seit 1977 als eigene Teilnehmer qualifizieren konnten, wurde in Jahren mit Weltmeisterschaften nicht mehr ausgetragen. Dies alles führte zu einer Abwertung der Bedeutung des Europacups. Außerdem musste die komplette Veranstaltung aus terminlichen Gründen an einem Wochenende stattfinden.
Für die bisherige Form des Cups mit zunächst durchgeführten Qualifikationsrunden blieben keine freien Zeiten. So wurde der bis einschließlich 1981 praktizierte Ausscheidungsmodus für die verschiedenen Finals ersetzt durch ein System mit Auf- und Abstiegsplätzen.
Das höchste Niveau des neuen Cups hieß nun Superliga und wurde wie das bisherige A-Finale mit jeweils acht Männer- und Frauen-Teams ausgetragen. Die einen Rang darunter platzierten Nationen trugen das B-Finale aus. Die Teams im C-Finale waren in die beiden Gruppen 1 und 2 aufgeteilt.

## Der neunte Leichtathletik-Europacup
Seit 1975 fanden die Frauenwettbewerbe im A-Finale am selben Ort und an denselben beiden Tagen gemeinsam mit den Männerwettbewerben statt. So war es auch im Finale der diesjährigen Austragung.
Der zweijährige Wettkampfturnus mit Austragung der Veranstaltung in den ungeraden Jahren jeweils zwischen den Jahren mit Europameisterschaften bzw. Olympischen Spielen hatte sich jetzt für längere Zeit etabliert.
Im Wettbewerbsprogramm gab es auch diesmal keine Änderungen. Der Wettbewerbskatalog für die Frauen wurde in den darauffolgenden Jahren jedoch sukzessive immer weiter an die Männerdisziplinen angepasst. Die nächste Erweiterung sollte 1985 erfolgen.
Wie in den vorangegangenen drei Europacupaustragungen gewann das Team der DDR sowohl den Frauen- als auch den Männerwettbewerb. Rang zwei belegte jeweils die Sowjetunion.
Folgende Rekorde wurden aufgestellt:
- zwei Weltrekorde in einer Disziplin
  - Hochsprung, Frauen: 2,03 m – Ulrike Meyfarth, BR Deutschland
  - Hochsprung, Frauen: 2,03 m – Tamara Bykowa, Sowjetunion
- vier Landesrekorde
  - Hochsprung, Männer: 2,32 m – Franck Verzy, Frankreich
  - Hammerwurf, Männer: 81,52 m – Sergei Litwinow, Sowjetunion
  - Hochsprung, Frauen: 1,97 m – Olga Juha, Ungarn
  - 400 Meter Hürden, Frauen: 54,20 s – Ellen Fiedler, DDR

Höhepunkt war das Duell der beiden Hochspringerinnen Ulrike Meyfarth aus der Bundesrepublik Deutschland und der sowjetischen Athletin Tamara Bykowa. Beide verbesserten den Weltrekord auf 2,03 m. Ulrike Meyfarth entschied den Wettkampf für sich, weil sie die Höhe im ersten Versuch genommen hatte, während Tamara Bykowa dies erst mit ihrem zweiten Sprung gelang.

## Doping
Es wurden zwei Dopingfälle registriert:
- Agnes Herczeg, Ungarn – Diskuswurf, zunächst Platz sechs. Sie hatte gegen die Antidopingbestimmungen verstoßen und wurde disqualifiziert.[1]
- Dariusz Juzyszyn, Polen –Diskuswurf, zunächst Platz vier. Er hatte gegen die Antidopingbestimmungen verstoßen und wurde disqualifiziert.[2]

## Länderwertungen C-Finale
Das C-Finale wurde in Dublin, Irland (Gruppe 1) und Lissabon, Portugal (Gruppe 2) ausgetragen. In beiden Gruppen starteten Frauen und Männer gemeinsam.
| Länderwertungen C-Finale Gruppe 1 in Dublin | Länderwertungen C-Finale Gruppe 1 in Dublin | Länderwertungen C-Finale Gruppe 1 in Dublin | Länderwertungen C-Finale Gruppe 1 in Dublin | Länderwertungen C-Finale Gruppe 1 in Dublin | Länderwertungen C-Finale Gruppe 1 in Dublin |
|                                             | Frauen                                      | Frauen                                      |                                             | Männer                                      | Männer                                      |
| Platz                                       | Land                                        | Punkte                                      |                                             | Land                                        | Punkte                                      |
| ------------------------------------------- | ------------------------------------------- | ------------------------------------------- | ------------------------------------------- | ------------------------------------------- | ------------------------------------------- |
| 1                                           | Dänemark                                    | 47                                          |                                             | Norwegen                                    | 83                                          |
| 2                                           | Schweiz                                     | 46                                          |                                             | Niederlande                                 | 63                                          |
| 3                                           | Irland                                      | 33                                          |                                             | Irland                                      | 57                                          |
| 4                                           | Island                                      | 32                                          |                                             | Dänemark                                    | 49                                          |
| 5                                           |                                             |                                             |                                             | Island                                      | 46                                          |

 qualifiziert für das B-Finale des nächsten Europacups
| Länderwertungen C-Finale Gruppe 2 in Lissabon | Länderwertungen C-Finale Gruppe 2 in Lissabon | Länderwertungen C-Finale Gruppe 2 in Lissabon | Länderwertungen C-Finale Gruppe 2 in Lissabon | Länderwertungen C-Finale Gruppe 2 in Lissabon | Länderwertungen C-Finale Gruppe 2 in Lissabon |
|                                               | Frauen                                        | Frauen                                        |                                               | Männer                                        | Männer                                        |
| Platz                                         | Land                                          | Punkte                                        |                                               | Land                                          | Punkte                                        |
| --------------------------------------------- | --------------------------------------------- | --------------------------------------------- | --------------------------------------------- | --------------------------------------------- | --------------------------------------------- |
| 1                                             | Jugoslawien                                   | 63                                            |                                               | Griechenland                                  | 68                                            |
| 2                                             | Österreich                                    | 44                                            |                                               | Österreich                                    | 58                                            |
| 3                                             | Spanien                                       | 42                                            |                                               | Portugal                                      | 49                                            |
| 4                                             | Portugal                                      | 41                                            |                                               | Luxemburg                                     | 23                                            |
| 5                                             | Griechenland                                  | 34                                            |                                               |                                               |                                               |

 qualifiziert für das B-Finale des nächsten Europacups

## Länderwertungen B-Finale
Das B-Finale der Frauen fand in Sittard (Niederlande) und das der Männer in Prag (Tschechoslowakei) statt.
| Länderwertungen B-Finale | Länderwertungen B-Finale | Länderwertungen B-Finale | Länderwertungen B-Finale | Länderwertungen B-Finale | Länderwertungen B-Finale |
|                          | Frauen – in Sittard      | Frauen – in Sittard      |                          | Männer – in Prag         | Männer – in Prag         |
| Platz                    | Land                     | Punkte                   |                          | Land                     | Punkte                   |
| ------------------------ | ------------------------ | ------------------------ | ------------------------ | ------------------------ | ------------------------ |
| 1                        | Italien                  | 90                       |                          | Tschechoslowakei         | 108,0                    |
| 2                        | Rumänien                 | 82                       |                          | Spanien                  | 107,0                    |
| 3                        | Frankreich               | 82                       |                          | Finnland                 | 103,5                    |
| 4                        | Finnland                 | 70                       |                          | Bulgarien                | 100,5                    |
| 5                        | Schweden                 | 70                       |                          | Jugoslawien              | 092,0                    |
| 6                        | Niederlande              | 55                       |                          | Schweiz                  | 073,0                    |
| 7                        | Norwegen                 | 50                       |                          | Schweden                 | 069,0                    |
| 8                        | Belgien                  | 39                       |                          | Belgien                  | 065,0                    |

 qualifiziert für die Superliga des nächsten Europacups

 abgestiegen in das C-Finale des nächsten Europacups

## Länderwertungen Superliga
| Länderwertungen Superliga – in London | Länderwertungen Superliga – in London | Länderwertungen Superliga – in London | Länderwertungen Superliga – in London | Länderwertungen Superliga – in London | Länderwertungen Superliga – in London |
|                                       | Frauen                                | Frauen                                |                                       | Männer                                | Männer                                |
| Platz                                 | Land                                  | Punkte                                |                                       | Land                                  | Punkte                                |
| ------------------------------------- | ------------------------------------- | ------------------------------------- | ------------------------------------- | ------------------------------------- | ------------------------------------- |
| 1                                     | DDR                                   | 125                                   | 1                                     | DDR                                   | 128,0                                 |
| 2                                     | Sowjetunion                           | 107                                   | 2                                     | Sowjetunion                           | 124,5                                 |
| 3                                     | Tschechoslowakei                      | 091                                   | 3                                     | BR Deutschland                        | 106,5                                 |
| 4                                     | Großbritannien                        | 084                                   | 4                                     | Großbritannien                        | 097,0                                 |
| 5                                     | BR Deutschland                        | 080                                   | 5                                     | Polen                                 | 075,0                                 |
| 6                                     | Bulgarien                             | 079                                   | 6                                     | Italien                               | 074,0                                 |
| 7                                     | Polen                                 | 077                                   | 7                                     | Frankreich                            | 071,0                                 |
| 8                                     | Ungarn                                | 076                                   | 8                                     | Ungarn                                | 041,0                                 |

 abgestiegen in das B-Finale des nächsten Europacups

## Legende
Kurze Übersicht zur Bedeutung der Symbolik – so üblicherweise auch in sonstigen Veröffentlichungen verwendet:
| WR  | Weltrekord                                                   |
| NR  | Nationaler Rekord                                            |
| DNF | did not finish (nicht im Ziel)                               |
| DOP | wegen Dopingvergehens disqualifiziert                        |
| w   | Rückenwindunterstützung über dem erlaubten Limit von 2,0 m/s |
| x   | ungültig                                                     |
| o   | Höhe übersprungen                                            |
| –   | ausgelassen                                                  |

## Superliga: Resultate der Einzeldisziplinen

### Männer

#### 100 m
| Platz | Athlet             | Land | Zeit (s) |
| ----- | ------------------ | ---- | -------- |
| 1     | Frank Emmelmann    | GDR  | 10,58    |
| 2     | Allan Wells        | GBR  | 10,59    |
| 3     | Antoine Richard    | FRA  | 10,65    |
| 4     | Wiktor Bryshin     | URS  | 10,70    |
| 5     | Christian Haas     | FRG  | 10,71    |
| 6     | Carlo Simionato    | ITA  | 10,74    |
| 7     | Krysztof Zwolinski | POL  | 10,77    |
| 8     | Ferenc Kiss        | HUN  | 11,08    |

Datum: 20. August 1983
Wind: −1,5 m/s

#### 200 m
| Platz | Athlet                  | Land | Zeit (s) |
| ----- | ----------------------- | ---- | -------- |
| 1     | Allan Wells             | GBR  | 20,72    |
| 2     | Pietro Mennea           | ITA  | 20,74    |
| 3     | Erwin Skamrahl          | FRG  | 20,99    |
| 4     | Jean-Jacques Boussemart | FRA  | 21,06    |
| 5     | Marian Woronin          | POL  | 21,15    |
| 6     | Wladimir Murawjow       | URS  | 21,15    |
| 7     | Jens Hübler             | GDR  | 21,19    |
| 8     | István Nagy             | HUN  | 21,60    |

Datum: 21. August 1983
Wind: −0,7 m/s

#### 400 m
| Platz | Athlet            | Land | Zeit (s) |
| ----- | ----------------- | ---- | -------- |
| 1     | Hartmut Weber     | FRG  | 45,39    |
| 2     | Thomas Schönlebe  | GDR  | 45,70    |
| 3     | Sergei Lowatschow | URS  | 45,83    |
| 4     | Aldo Canti        | FRA  | 45,96    |
| 5     | Philip Brown      | GBR  | 46,28    |
| 6     | Sándor Újhelyi    | HUN  | 46,41    |
| 7     | Roberto Ribaud    | ITA  | 46,83    |
| 8     | Jan Pawłowicz     | POL  | 47,62    |

Datum: 20. August 1983

#### 800 m
| Platz | Athlet             | Land | Zeit (min) |
| ----- | ------------------ | ---- | ---------- |
| 1     | Willi Wülbeck      | FRG  | 1:45,74    |
| 2     | Detlef Wagenknecht | GDR  | 1:45,83    |
| 3     | Peter Elliott      | GBR  | 1:45,84    |
| 4     | Donato Sabia       | ITA  | 1:47,11    |
| 5     | Philippe Dupont    | FRA  | 1:47,18    |
| 6     | Piotr Kurek        | POL  | 1:47,27    |
| 7     | Alexander Kostezki | URS  | 1:47,68    |
| 8     | Imre Ötvös         | HUN  | 1:50,39    |

Datum: 21. August 1983

#### 1500 m
| Platz | Athlet             | Land | Zeit (min) |
| ----- | ------------------ | ---- | ---------- |
| 1     | Steve Cram         | GBR  | 3:42,27    |
| 2     | Andreas Busse      | GDR  | 3:43,12    |
| 3     | Piotr Kurek        | POL  | 3:43,65    |
| 4     | Pascal Thiébaut    | FRA  | 3:43,84    |
| 5     | Claudio Patrignani | ITA  | 3:43,84    |
| 6     | Andreas Baranski   | FRG  | 3:44,82    |
| 7     | Nikolai Kirow      | URS  | 3:46,02    |
| 8     | László Tóth        | HUN  | 3:47,15    |

Datum: 20. August 1983

#### 5000 m
| Platz | Athlet             | Land | Zeit (min) |
| ----- | ------------------ | ---- | ---------- |
| 1     | Thomas Wessinghage | FRG  | 13:48,72   |
| 2     | Dimitri Dimitriew  | URS  | 13:49,27   |
| 3     | Alberto Cova       | ITA  | 13:55,59   |
| 4     | Hansjörg Kunze     | GDR  | 13:56,62   |
| 5     | Steve Harris       | GBR  | 13:57,65   |
| 6     | Thierry Watrice    | FRA  | 13:58,76   |
| 7     | Jerzy Kowol        | POL  | 14:00,01   |
| 8     | Zoltán Kaldot      | HUN  | 14:03,58   |

Datum: 21. August 1983

#### 10.000 m
| Platz | Athlet             | Land | Zeit (min) |
| ----- | ------------------ | ---- | ---------- |
| 1     | Werner Schildhauer | GDR  | 28:02,11   |
| 2     | Alberto Cova       | ITA  | 28:02,13   |
| 3     | Waleri Abramow     | URS  | 28:02,87   |
| 4     | Christoph Herle    | FRG  | 28:04,13   |
| 5     | Steve Jones        | GBR  | 28:07,03   |
| 6     | Philippe Legrand   | FRA  | 29:11,87   |
| 7     | Bogumil Kus        | POL  | 29:20,87   |
| 8     | József Májer       | HUN  | 29:21,36   |

Datum: 20. August 1983

#### 110 m Hürden
| Platz | Athlet             | Land | Zeit (s) |
| ----- | ------------------ | ---- | -------- |
| 1     | Thomas Munkelt     | GDR  | 13,72    |
| 2     | György Bakos       | HUN  | 13,74    |
| 3     | Romuald Giegiel    | POL  | 13,88    |
| 4     | Daniele Fontecchio | ITA  | 13,91    |
| 5     | Andrzej Prokofiew  | URS  | 14,14    |
| 6     | Michael Radzey     | FRG  | 14,31    |
| 7     | Philippe Hatil     | FRA  | 14,36    |
| 8     | Mark Holtom        | GBR  | 15,12    |

Datum: 20. August 1983
Wind: −1,6 m/s

#### 400 m Hürden
| Platz | Athlet              | Land | Zeit (s) |
| ----- | ------------------- | ---- | -------- |
| 1     | Harald Schmid       | FRG  | 48,56    |
| 2     | Alexander Karlow    | URS  | 49,53    |
| 3     | Ryszard Szparak     | POL  | 49,65    |
| 4     | Steve Sole          | GBR  | 50,58    |
| 5     | Luca Cosi           | ITA  | 50,72    |
| 6     | István Takács       | HUN  | 50,78    |
| 7     | Rolf Herrmann       | GDR  | 51,24    |
| 8     | Dominique Duvigneau | FRA  | 52,07    |

Datum: 21. August 1983

#### 3000 m Hindernis
| Platz | Athlet              | Land | Zeit (min) |
| ----- | ------------------- | ---- | ---------- |
| 1     | Bogusław Mamiński   | POL  | 8:24,80    |
| 2     | Colin Reitz         | GBR  | 8:25,72    |
| 3     | Joseph Mahmoud      | FRA  | 8:28,04    |
| 4     | Hagen Melzer        | GDR  | 8:28,87    |
| 5     | Gábor Markó         | HUN  | 8:29,11    |
| 6     | Boris Pruss         | URS  | 8:38,83    |
| 7     | Mariano Scartezzini | ITA  | 8:50,50    |
| DNF   | Patriz Ilg          | FRG  |            |

Datum: 21. August 1983

#### 4 × 100 m Staffel
| Platz | Besetzung      | Land                                                                    | Zeit (s) |
| ----- | -------------- | ----------------------------------------------------------------------- | -------- |
| 1     | Italien        | Stefano Tilli Carlo Simionato Giovanni Bongiorni Pietro Mennea          | 38,86    |
| 2     | Großbritannien | Lincoln Asquith Donovan Reid Mike McFarlane Cameron Sharp               | 38,88    |
| 3     | Polen          | Krzysztof Zwoliński Zenon Licznerski Czeslaw Pradzynski Marian Woronin  | 38,97    |
| 4     | DDR            | Andreas Knebel Thomas Schröder Jens Hübler Frank Emmelmann              | 38,99    |
| 5     | Frankreich     | Thierry François Marc Gasparoni Antoine Richard Jean-Jacques Boussemart | 39,19    |
| 6     | Sowjetunion    | Andrzej Prokofiew Nikolai Sidorow Wladimir Murawjow Wiktor Bryshin      | 39,40    |
| 7     | Ungarn         | István Nagy Ferenc Kiss István Tatár Attila Kovács                      | 39,45    |
| 8     | BR Deutschland | Jürgen Koffler Erwin Skamrahl Werner Bastians Richard Luxenburger       | 39,59    |

Datum: 20. August 1983

#### 4 × 400 m Staffel
| Platz | Besetzung      | Land                                                                   | Zeit (min) |
| ----- | -------------- | ---------------------------------------------------------------------- | ---------- |
| 1     | Großbritannien | Kriss Akabusi Garry Cook Todd Bennett Philip Brown                     | 3:02,28    |
| 2     | DDR            | Udo Bauer Jens Carlowitz Andreas Knebel Thomas Schönlebe               | 3:02,62    |
| 3     | Sowjetunion    | Sergei Lowatschow Wiktor Markin Jewgeni Lomtew Alexander Troschtschilo | 3:02,77    |
| 4     | BR Deutschland | Edgar Nakladal Jörg Vaihinger Thomas Giessing Hartmut Weber            | 3:02,78    |
| 5     | Italien        | Stefano Malinveri Donato Sabia Mauro Zuliani Roberto Ribaud            | 3:03,25    |
| 6     | Ungarn         | Miklós Nagy Sándor Újhelyi István Takács Sándor Vasvári                | 3:05,90    |
| 7     | Polen          | Tadeusz Rogiński Ryszard Szparak Czeslaw Pradzynski Jan Pawłowicz      | 3:07,41    |
| 8     | Frankreich     | Jacques Fellice Hector Llatser Jean-Jacques Février Aldo Canti         | 3:08,58    |

Datum: 21. August 1983

#### Hochsprung
| Platz | Athlet             | Land | Höhe (m) | Versuchsserie (m) | Versuchsserie (m) | Versuchsserie (m) | Versuchsserie (m) | Versuchsserie (m) | Versuchsserie (m) | Versuchsserie (m) | Versuchsserie (m) | Versuchsserie (m) | Versuchsserie (m) |
| Platz | Athlet             | Land | Höhe (m) | 2,00              | 2,10              | 2,15              | 2,19              | 2,23              | 2,26              | 2,29              | 2,32              | 2,34              | 2,38              |
| 1     | Franck Verzy       | FRA  | 2,32 NR  | –                 | o                 | o                 | o                 | o                 | o                 | o                 | o                 | o                 | xxx               |
| 2     | Waleri Sereda      | URS  | 2,26000  | –                 | o                 | –                 | o                 | o                 | o                 | –                 | x–                | xx                |                   |
| 3     | Dietmar Mögenburg  | FRG  | 2,23000  | –                 | o                 | –                 | o                 | o                 | xxx               |                   |                   |                   |                   |
| 4     | Andreas Sam        | GDR  | 2,23000  | o                 | o                 | o                 | o                 | xo                | xxx               |                   |                   |                   |                   |
| 5     | Massimo Di Giorgio | ITA  | 2,19000  | –                 | o                 | o                 | o                 | xxx               |                   |                   |                   |                   |                   |
| 6     | Jacek Wszoła       | POL  | 2,19000  | –                 | xo                | o                 | o                 | xxx               |                   |                   |                   |                   |                   |
| 7     | István Gibicsár    | HUN  | 2,19000  | –                 | o                 | o                 | xo                | xxx               |                   |                   |                   |                   |                   |
| 7     | Geoff Parsons      | GBR  | 2,19000  | –                 | o                 | –                 | xo                | –                 | xxx               |                   |                   |                   |                   |

Datum: 20. August 1983

#### Stabhochsprung
| Platz | Athlet            | Land | Weite (m) | Versuchsserie (m) | Versuchsserie (m) | Versuchsserie (m) | Versuchsserie (m) | Versuchsserie (m) | Versuchsserie (m) | Versuchsserie (m) | Versuchsserie (m) | Versuchsserie (m) | Versuchsserie (m) | Versuchsserie (m) |
| Platz | Athlet            | Land | Weite (m) | 4,80              | 5,00              | 5,10              | 5,20              | 5,30              | 5,40              | 5,45              | 5,50              | 5,55              | 5,60              | 5,72              |
| 1     | Patrick Abada     | FRA  | 5,55      | –                 | –                 | –                 | –                 | –                 | o                 | –                 | –                 | xo                | –                 | xxx               |
| 2     | Alexander Krupski | URS  | 5,50      | –                 | –                 | –                 | o                 | –                 | o                 | –                 | o                 | –                 | xxx               |                   |
| 3     | Jürgen Winkler    | FRG  | 5,50      | –                 | o                 | –                 | xo                | –                 | o                 | –                 | xxo               | –                 | xxx               |                   |
| 4     | Ferenc Salbert    | HUN  | 5,30      | –                 | –                 | o                 | –                 | o                 | –                 | xxx               |                   |                   |                   |                   |
| 5     | Tadeusz Ślusarski | POL  | 5,20      | –                 | –                 | –                 | xxo               | –                 | xxx               |                   |                   |                   |                   |                   |
| 6     | Olaf Kasten       | GDR  | 5,10      | o                 | o                 | o                 | xxx               |                   |                   |                   |                   |                   |                   |                   |
| 7     | Keith Stock       | GBR  | 5,10      | –                 | –                 | xo                | –                 | xxx               |                   |                   |                   |                   |                   |                   |
| 8     | Mauro Barella     | ITA  | 5,00      | xo                | o                 | xxx               |                   |                   |                   |                   |                   |                   |                   |                   |

Datum: 21. August 1983

#### Weitsprung
| Platz | Athlet                 | Land | Weite (m) | Versuchsserie (m) | Versuchsserie (m) | Versuchsserie (m) | Versuchsserie (m) | Versuchsserie (m) | Versuchsserie (m) |
| Platz | Athlet                 | Land | Weite (m) | 1. Versuch        | 2. Versuch        | 3. Versuch        | 4. Versuch        | 5. Versuch        | 6. Versuch        |
| 1     | László Szalma          | HUN  | 8,10 w    | 7,8000            | 8,0100            | x                 | x                 | x                 | 8,10 w            |
| 2     | Oganes Stepanjan       | URS  | 8,0900    | 8,06 w            | x                 | 8,0900            | 7,0600            | x                 | 7,9000            |
| 3     | Mathias Koch           | GDR  | 7,88 w    | 7,6300            | 7,81 w            | 7,88 w            | x                 | x                 | 7,84 w            |
| 4     | Włodzimierz Włodarczyk | POL  | 7,7800    | 7,6800            | 7,5400            | x                 | 7,7700            | 7,78              | x                 |
| 5     | Giovanni Evangelisti   | ITA  | 7,7800    | 7,7500            | 7,6700            | x                 | 7,51 w            | x                 | 7,7800            |
| 6     | John Herbert           | GBR  | 7,6600    | 7,6600            | 7,5300            | 7,3700            | x                 | x                 | x                 |
| 7     | Joachim Busse          | FRG  | 7,5900    | 7,5800            | 7,5900            | x                 | x                 | x                 | 7,5300            |
| 8     | Philippe Deroche       | FRA  | 7,4000    | 7,4000            | 7,3300            | 7,27 w            | 7,3200            | 7,21              | x                 |

Datum: 20. August 1983

#### Dreisprung
| Platz | Athlet                  | Land | Weite (m) | Versuchsserie (m) | Versuchsserie (m) | Versuchsserie (m) | Versuchsserie (m) | Versuchsserie (m) | Versuchsserie (m) |
| Platz | Athlet                  | Land | Weite (m) | 1. Versuch        | 2. Versuch        | 3. Versuch        | 4. Versuch        | 5. Versuch        | 6. Versuch        |
| 1     | Peter Bouschen          | FRG  | 17,1200   | 16,10 w           | 16,1700           | x                 | 16,81             | 16,65             | 17,1200           |
| 2     | Zdzisław Hoffmann       | POL  | 16,9400   | 16,7300           | 16,7800           | 16,9400           | 16,75             | –                 | 16,93             |
| 3     | Béla Bakosi             | HUN  | 16,8600   | x                 | 16,5100           | x                 | 16,04             | 16,62             | 16,86             |
| 4     | Keith Connor            | GBR  | 16,62 w   | x                 | 16,62 w           | 16,47 w           | x                 | 16,50             | 16,32             |
| 5     | Wassili Grischtschenkow | URS  | 16,5000   | 16,0500           | x                 | 16,5000           | –                 | –                 | x                 |
| 6     | Axel Groß               | GDR  | 16,4000   | 16,1200           | 16,3900           | x                 | 16,40             | x                 | x                 |
| 7     | Dario Badinelli         | ITA  | 15,9900   | 15,7800           | 15,9900           | 15,5900           | 15,81             | x                 | 15,77             |
| 8     | Henri Dorina            | FRA  | 15,9300   | 15,6200           | x                 | 15,9300           | 15,72             | x                 | x                 |

Datum: 21. August 1983

#### Kugelstoßen
| Platz | Athlet               | Land | Weite (m) | Versuchsserie (m) | Versuchsserie (m) | Versuchsserie (m) | Versuchsserie (m) | Versuchsserie (m) | Versuchsserie (m) |
| Platz | Athlet               | Land | Weite (m) | 1. Versuch        | 2. Versuch        | 3. Versuch        | 4. Versuch        | 5. Versuch        | 6. Versuch        |
| 1     | Edward Sarul         | POL  | 20,54     | 20,54             | x                 | 20,34             | x                 | x                 | 20,16             |
| 2     | Ulf Timmermann       | GDR  | 20,39     | x                 | 19,57             | 19,46             | 20,32             | 20,39             | x                 |
| 3     | Jānis Bojārs         | URS  | 20,16     | x                 | 19,50             | 20,13             | 19,97             | 20,16             | x                 |
| 4     | Alessandro Andrei    | ITA  | 19,22     | 18,33             | 18,69             | 18,92             | 19,22             | 19,12             | 18,72             |
| 5     | László Szabó         | HUN  | 18,62     | 17,81             | 18,62             | 18,54             | 18,61             | 18,55             | 18,52             |
| 6     | Udo Gelhausen        | FRG  | 17,51     | 17,51             | x                 | 17,32             | x                 | –                 | –                 |
| 7     | Mike Winch           | GBR  | 17,23     | 16,83             | 17,05             | x                 | 17,23             | x                 | 17,10             |
| 8     | Jean-Marie Déjabeili | FRA  | 16,50     | 16,50             | 16,48             | x                 | x                 | x                 | x                 |

Datum: 20. August 1983

#### Diskuswurf
| Platz | Athlet                | Land | Weite (m) | Versuchsserie (m) | Versuchsserie (m) | Versuchsserie (m) | Versuchsserie (m) | Versuchsserie (m) | Versuchsserie (m) |
| Platz | Athlet                | Land | Weite (m) | 1. Versuch        | 2. Versuch        | 3. Versuch        | 4. Versuch        | 5. Versuch        | 6. Versuch        |
| 1     | Jürgen Schult         | GDR  | 64,96     | 64,40             | 63,96             | 63,22             | x                 | 64,96             | 64,62             |
| 2     | Alwin Wagner          | FRG  | 64,14     | 60,34             | x                 | 55,74             | 60,12             | x                 | 64,14             |
| 3     | Georgi Kolnootschenko | URS  | 64,04     | x                 | 63,30             | 63,20             | x                 | 64,04             | 60,84             |
| 4     | Robert Weir           | GBR  | 60,14     | 60,14             | x                 | 58,48             | 58,28             | x                 | x                 |
| 5     | Marco Bucci           | ITA  | 58,52     | 55,16             | 56,86             | x                 | 58,52             | 57,90             | x                 |
| 6     | Ferenc Tégla          | HUN  | 58,10     | 53,56             | 56,46             | 58,10             | 57,52             | 56,98             | 57,34             |
| 7     | Namakoro Niaré        | FRA  | 56,52     | 55,78             | x                 | x                 | 55,82             | 56,52             | x                 |
| DOP   | Dariusz Juzyszyn      | POL  | 62,50     | 59,90             | 59,54             | 60,26             | 59,18             | 62,50             | x                 |

Datum: 21. August 1983
In diesem Wettbewerb gab es einen Dopingfall: Dariusz Juzyszyn aus Polen – zunächst Rang vier – hatte gegen die Antidopingbestimmungen verstoßen. Seine hier erzielte Leistung wurde annulliert.

#### Hammerwurf
| Platz | Athlet            | Land | Weite (m) | Versuchsserie (m) | Versuchsserie (m) | Versuchsserie (m) | Versuchsserie (m) | Versuchsserie (m) | Versuchsserie (m) |
| Platz | Athlet            | Land | Weite (m) | 1. Versuch        | 2. Versuch        | 3. Versuch        | 4. Versuch        | 5. Versuch        | 6. Versuch        |
| 1     | Sergei Litwinow   | URS  | 81,52 NR  | 79,04             | 79,82             | 81,52             | 78,34             | x                 | –                 |
| 2     | Zdzisław Kwaśny   | POL  | 80,18000  | 72,86             | 78,58             | 80,18             | x                 | x                 | 79,42             |
| 3     | Gunther Rodehau   | GDR  | 77,58000  | 77,58             | 75,88             | x                 | 76,22             | 76,58             | 77,42             |
| 4     | Karl-Hans Riehm   | FRG  | 77,00000  | x                 | 76,56             | 76,06             | 77,00             | 76,78             | 75,80             |
| 5     | József Vida       | HUN  | 73,88000  | x                 | x                 | 72,66             | 73,88             | x                 | 72,12             |
| 6     | Giampaolo Urlando | ITA  | 72,74000  | 70,38             | 70,92             | 72,74             | x                 | 71,92             | x                 |
| 7     | Chris Black       | GBR  | 71,98000  | 70,58             | 70,90             | x                 | 71,52             | x                 | 71,98             |
| 8     | Walter Ciofani    | FRA  | 65,40000  | 64,60             | 63,12             | x                 | 65,40             | x                 | 64,56             |

Datum: 20. August 1983

#### Speerwurf
| Platz | Athlet            | Land | Weite (m) | Versuchsserie (m) | Versuchsserie (m) | Versuchsserie (m) | Versuchsserie (m) | Versuchsserie (m) | Versuchsserie (m) |
| Platz | Athlet            | Land | Weite (m) | 1. Versuch        | 2. Versuch        | 3. Versuch        | 4. Versuch        | 5. Versuch        | 6. Versuch        |
| 1     | Detlef Michel     | GDR  | 85,72     | 85,72             | 83,48             | x                 | 83,88             | 80,46             | x                 |
| 2     | Heino Puuste      | URS  | 85,54     | 85,54             | 81,26             | 79,82             | x                 | x                 | 84,62             |
| 3     | Klaus Tafelmeier  | FRG  | 84,20     | 84,20             | 82,44             | 80,76             | x                 | 82,14             | 73,46             |
| 4     | David Ottley      | GBR  | 82,40     | 81,24             | x                 | 81,42             | x                 | 82,40             | x                 |
| 5     | Stanisław Górak   | POL  | 81,68     | 76,18             | 81,68             | x                 | x                 | x                 | x                 |
| 6     | Jean-Paul Lakafia | FRA  | 79,80     | x                 | 62,98             | 79,80             | x                 | –                 | x                 |
| 7     | Agostino Ghesini  | ITA  | 78,88     | x                 | x                 | 72,40             | 71,54             | 76,14             | 78,88             |
| 8     | András Temesi     | HUN  | 77,88     | x                 | 77,88             | 76,66             | x                 | x                 | x                 |

Datum: 21. August 1983

### Frauen

#### 100 m
| Platz | Athletin            | Land | Zeit (s) |
| ----- | ------------------- | ---- | -------- |
| 1     | Marlies Göhr        | GDR  | 11,28    |
| 2     | Anelija Nunewa      | BUL  | 11,33    |
| 3     | Kathy Cook          | GBR  | 11,39    |
| 4     | Taťána Kocembová    | TCH  | 11,47    |
| 5     | Olga Antonowa       | URS  | 11,49    |
| 6     | Ewa Kasprzyk        | POL  | 11,62    |
| 7     | Michaela Schabinger | FRG  | 11,79    |
| 8     | Erzsebet Juhász     | HUN  | 12,31    |

Datum: 12. August 1979
Wind: −1,0 m/s

#### 200 m
| Platz | Athletin              | Land | Zeit (s) |
| ----- | --------------------- | ---- | -------- |
| 1     | Jarmila Kratochvílová | TCH  | 22,40    |
| 2     | Marita Koch           | GDR  | 22,40    |
| 3     | Kathy Cook            | GBR  | 22,57    |
| 4     | Anelija Nunewa        | BUL  | 22,96    |
| 5     | Irina Baskakowa       | URS  | 23,40    |
| 6     | Judit Forgács         | HUN  | 23,78    |
| 7     | Michaela Schabinger   | FRG  | 23,97    |
| 8     | Ewa Kasprzyk          | POL  | 23,98    |

Datum: 20. August 1983
Wind: −1,7 m/s

#### 400 m
| Platz | Athletin          | Land | Zeit (s) |
| ----- | ----------------- | ---- | -------- |
| 1     | Taťána Kocembová  | TCH  | 49,33    |
| 2     | Marija Pinigina   | URS  | 50,65    |
| 3     | Gaby Bußmann      | FRG  | 51,09    |
| 4     | Sabine Busch      | GDR  | 51,56    |
| 5     | Michelle Scutt    | GBR  | 52,02    |
| 6     | Judit Forgács     | HUN  | 52,18    |
| 7     | Rossiza Stamenowa | BUL  | 52,52    |
| 8     | Elzbieta Kapusta  | POL  | 53,41    |

Datum: 21. August 1983

#### 800 m
| Platz | Athletin              | Land | Zeit (min) |
| ----- | --------------------- | ---- | ---------- |
| 1     | Jarmila Kratochvílová | TCH  | 1:58,79    |
| 2     | Antje Schröder        | GDR  | 1:59,53    |
| 3     | Margrit Klinger       | FRG  | 1:59,64    |
| 4     | Jolanta Januchta      | POL  | 2:00,70    |
| 5     | Tamara Sorokina       | URS  | 2:00,70    |
| 6     | Totka Petrowa         | BUL  | 2:03,35    |
| 7     | Anne Purvis           | GBR  | 2:03,66    |
| 8     | Eva Mohacsi           | HUN  | 2:08,90    |

Datum: 20. August 1983

#### 1500 m
| Platz | Athletin              | Land | Zeit (min) |
| ----- | --------------------- | ---- | ---------- |
| 1     | Nadeschda Ralldugina  | URS  | 4:07,61    |
| 2     | Christiane Wartenberg | GDR  | 4:07,86    |
| 3     | Totka Petrowa         | BUL  | 4:08,02    |
| 4     | Wendy Sly             | GBR  | 4:08,70    |
| 5     | Katalin Szalai        | HUN  | 4:12,17    |
| 6     | Jana Červenková       | TCH  | 4:14,51    |
| 7     | Renata Kokowska       | POL  | 4:19,41    |
| 8     | Martina Krott         | FRG  | 4:22,95    |

Datum: 21. August 1983

#### 3000 m
| Platz | Athletin          | Land | Zeit (s) |
| ----- | ----------------- | ---- | -------- |
| 1     | Tatjana Kasankina | URS  | 8:49,27  |
| 2     | Ulrike Bruns      | GDR  | 8:49,71  |
| 3     | Jane Furniss      | GBR  | 8:51,58  |
| 4     | Ivana Kleinová    | TCH  | 9:11,66  |
| 5     | Vera Michallek    | FRG  | 9:16,10  |
| 6     | Wanda Panfil      | POL  | 9:18,31  |
| 7     | Ilona Jankó       | HUN  | 9:23,19  |
| 8     | Rossiza Ekowa     | BUL  | 9:53,41  |

Datum: 21. August 1983

#### 100 m Hürden
| Platz | Athletin           | Land | Zeit (s) |
| ----- | ------------------ | ---- | -------- |
| 1     | Bettine Jahn       | GDR  | 12,89    |
| 2     | Lucyna Kałek       | POL  | 12,97    |
| 3     | Ginka Sagortschewa | BUL  | 13,10    |
| 4     | Jelena Bisserowa   | URS  | 13,26    |
| 5     | Shirley Strong     | GBR  | 13,37    |
| 6     | Ulrike Denk        | FRG  | 13,60    |
| 7     | Xénia Siska        | HUN  | 13,85    |
| 8     | Hana Muzickova     | TCH  | 14,19    |

Datum: 21. August 1983
Wind: −2,1 m/s

#### 400 m Hürden
| Platz | Athletin          | Land | Zeit (s) |
| ----- | ----------------- | ---- | -------- |
| 1     | Ellen Fiedler     | GDR  | 54,20 NR |
| 2     | Ana Ambrazienė    | URS  | 54,74000 |
| 3     | Susan Morley      | GBR  | 56,36000 |
| 4     | Anna Filicková    | TCH  | 56,84000 |
| 5     | Sabine Everts     | FRG  | 57,05000 |
| 6     | Nadeshda Assenowa | BUL  | 57,84000 |
| 7     | Erika Szopori     | HUN  | 58,17000 |
| 8     | Anna Maniecka     | POL  | 58,83000 |

Datum: 20. August 1983

#### 4 × 100 m Staffel
| Platz | Land             | Besetzung                                                                | Zeit (s) |
| ----- | ---------------- | ------------------------------------------------------------------------ | -------- |
| 1     | DDR              | Silke Gladisch Marita Koch Ingrid Auerswald Marlies Göhr                 | 42,63    |
| 2     | Großbritannien   | Joan Baptiste Kathy Cook Beverley Callender Shirley Thomas               | 43,18    |
| 3     | Sowjetunion      | Ljudmila Kondratjewa Jelena Winogradowa Irina Olchownikowa Olga Antonowa | 43,67    |
| 4     | Bulgarien        | Ginka Sagortschewa Anelija Nunewa Nadeschda Georgiewa Atanaska Georgiewa | 43,88    |
| 5     | Tschechoslowakei | Taťána Kocembová Štěpánka Sokolová Radislava Šoborov Eva Murková         | 44,20    |
| 6     | BR Deutschland   | Monika Hirsch Elke Vollmer Michaela Schabinger Ute Thimm                 | 44,26    |
| 7     | Polen            | Lucyna Kałek Ewa Kasprzyk Anna Slipiko Iwona Pakula                      | 44,38    |
| 8     | Ungarn           | Xénia Siska Erzsebet Juhász Ibolya Petrika Judit Forgács                 | 45,90    |

Datum: 20. August 1983

#### 4 × 400 m Staffel
| Platz | Land             | Besetzung                                                                      | Zeit (s) |
| ----- | ---------------- | ------------------------------------------------------------------------------ | -------- |
| 1     | Tschechoslowakei | Zuzana Moravčíková Milena Matějkovičová Taťána Kocembová Jarmila Kratochvílová | 3:20,80  |
| 2     | Sowjetunion      | Jelena Korban Marina Iwanowa Irina Baskakowa Marija Pinigina                   | 3:21,71  |
| 3     | DDR              | Gesine Walther Sabine Busch Undine Bremer Dagmar Rübsam                        | 3:22,70  |
| 4     | BR Deutschland   | Rita Daimer Ute Thimm Gisela Gottwald Gaby Bußmann                             | 3:27,13  |
| 5     | Großbritannien   | Michelle Scutt Angela Bridgeman Joslyn Hoyte-Smith Kathy Cook                  | 3:27,29  |
| 6     | Bulgarien        | Swobodka Damianowa Rossiza Stamenowa Galina Penkowa Katja Iliewa               | 3:27,61  |
| 7     | Polen            | Ewa Piasek Małgorzata Dunecka Jolanta Januchta Elzbieta Kapusta                | 3:32,60  |
| 8     | Ungarn           | Ilona Pál Erzsébet Szabó Ibolya Petrika Judit Forgács                          | 3:34,35  |

Datum: 21. August 1983

#### Hochsprung
| Platz | Athletin         | Land | Weite (m) | Versuchsserie (m) | Versuchsserie (m) | Versuchsserie (m) | Versuchsserie (m) | Versuchsserie (m) | Versuchsserie (m) | Versuchsserie (m) | Versuchsserie (m) | Versuchsserie (m) | Versuchsserie (m) | Versuchsserie (m) | Versuchsserie (m) | Versuchsserie (m) | Versuchsserie (m) |
| Platz | Athletin         | Land | Weite (m) | 1,65              | 1,70              | 1,75              | 1,80              | 1,84              | 1,87              | 1,90              | 1,93              | 1,95              | 1,97              | 1,99              | 2,01              | 2,03              | 2,05              |
| 1     | Ulrike Meyfarth  | FRG  | 2,03 WR   | –                 | –                 | –                 | o                 | o                 | o                 | xo                | o                 | o                 | xo                | xo                | xxo               | o                 | xxx               |
| 2     | Tamara Bykowa    | URS  | 2,03 WR   | –                 | –                 | –                 | o                 | o                 | o                 | o                 | o                 | o                 | o                 | o                 | o                 | xo                | xxx               |
| 3     | Kerstin Brandt   | GDR  | 1,99000   | –                 | –                 | –                 | o                 | o                 | o                 | o                 | o                 | o                 | xo                | xxo               | xxx               |                   |                   |
| 4     | Olga Juha        | HUN  | 1,97 NR   | –                 | –                 | o                 | o                 | o                 | o                 | o                 | o                 | xo                | xxo               | xxx               |                   |                   |                   |
| 5     | Gillian Evans    | GBR  | 1,90000   | –                 | –                 | –                 | o                 | o                 | o                 | o                 | xxx               |                   |                   |                   |                   |                   |                   |
| 6     | Danuta Bułkowska | POL  | 1,87000   | –                 | –                 | o                 | o                 | o                 | xo                | xxx               |                   |                   |                   |                   |                   |                   |                   |
| 7     | Swetlana Issaewa | BUL  | 1,84000   | o                 | o                 | o                 | o                 | o                 | xo                | xxx               |                   |                   |                   |                   |                   |                   |                   |
| 8     | Zdenka Boukalowa | TCH  | 1,80000   | o                 | o                 | o                 | o                 | xxx               |                   |                   |                   |                   |                   |                   |                   |                   |                   |

Datum: 21. August 1983

#### Weitsprung
| Platz | Athletin         | Land | Weite (m) | Versuchsserie (m) | Versuchsserie (m) | Versuchsserie (m) | Versuchsserie (m) | Versuchsserie (m) | Versuchsserie (m) |
| Platz | Athletin         | Land | Weite (m) | 1. Versuch        | 2. Versuch        | 3. Versuch        | 4. Versuch        | 5. Versuch        | 6. Versuch        |
| 1     | Heike Daute      | GDR  | 6,99 w    | 6,7900            | 6,99 w            | 6,80 w            | 6,6600            | 6,9900            | 6,6800            |
| 2     | Eva Murková      | TCH  | 6,81 w    | 6,81 w            | 6,6800            | 6,5300            | 6,73 w            | 6,5700            | x                 |
| 3     | Beverly Kinch    | GBR  | 6,6300    | 6,43 w            | x                 | x                 | 6,5900            | 6,3500            | 6,6300            |
| 4     | Zsuzsa Vanyek    | HUN  | 6,63 w    | 6,28 w            | 6,63 w            | 6,4500            | 6,2600            | 6,16 w            | 6,42 w            |
| 5     | Sabine Everts    | FRG  | 6,3000    | 6,1900            | 6,3000            | x                 | x                 | x                 | x                 |
| 6     | Urszula Jaros    | POL  | 6,26 w    | 6,26 w            | 6,0700            | 6,2300            | 6,1100            | 5,2000            | 6,09 w            |
| 7     | Zezka Kantschewa | BUL  | 6,10 w    | 5,81 w            | 6,0300            | 5,73 w            | 6,03 w            | 6,07 w            | 6,10 w            |
| 8     | Iolanda Tschen   | URS  | 6,08 w    | x                 | 6,0700            | 6,08 w            | x                 | x                 | 6,0600            |

Datum: 21. August 1983

#### Kugelstoßen
| Platz | Athletin             | Land | Weite (m) | Versuchsserie (m) | Versuchsserie (m) | Versuchsserie (m) | Versuchsserie (m) | Versuchsserie (m) | Versuchsserie (m) |
| Platz | Athletin             | Land | Weite (m) | 1. Versuch        | 2. Versuch        | 3. Versuch        | 4. Versuch        | 5. Versuch        | 6. Versuch        |
| 1     | Helena Šmídová       | TCH  | 20,76     | 19,49             | x                 | 20,76             | 19,59             | 19,70             | x                 |
| 2     | Helma Knorscheidt    | GDR  | 19,49     | 19,30             | 19,49             | 19,14             | 19,15             | x                 | x                 |
| 3     | Nunu Abaschydse      | URS  | 18,88     | x                 | 18,20             | 18,86             | 18,88             | 18,84             | x                 |
| 4     | Venissa Head         | GBR  | 18,12     | 17,37             | x                 | 18,12             | 17,78             | 17,55             | x                 |
| 5     | Swetla Mitkowa       | BUL  | 17,40     | 16,89             | 17,16             | 16,94             | x                 | 17,40             | 17,37             |
| 6     | Mechthild Schönleber | FRG  | 17,28     | 15,03             | 17,28             | x                 | 16,75             | 16,51             | x                 |
| 7     | Viktória Horváth     | HUN  | 16,35     | 16,35             | 16,35             | 16,11             | 16,14             | 16,23             | x                 |
| 8     | Boguslawa Suska      | POL  | 15,58     | 15,43             | 15,58             | x                 | x                 | 15,01             | 15,21             |

Datum: 21. August 1983

#### Diskuswurf
| Platz | Athletin        | Land | Weite (m) | Versuchsserie (m) | Versuchsserie (m) | Versuchsserie (m) | Versuchsserie (m) | Versuchsserie (m) | Versuchsserie (m) |
| Platz | Athletin        | Land | Weite (m) | 1. Versuch        | 2. Versuch        | 3. Versuch        | 4. Versuch        | 5. Versuch        | 6. Versuch        |
| 1     | Martina Opitz   | GDR  | 69,04     | 63,24             | 65,92             | 63,52             | 67,72             | 67,08             | 69,04             |
| 2     | Galina Murašova | URS  | 68,86     | 65,46             | 67,80             | 68,86             | x                 | 67,70             | 68,74             |
| 3     | Marija Petkowa  | BUL  | 64,86     | 62,86             | 64,86             | 63,92             | 63,92             | x                 | 62,84             |
| 4     | Zdeňka Šilhavá  | TCH  | 64,36     | x                 | 63,16             | x                 | 62,68             | x                 | 64,36             |
| 5     | Meg Ritchie     | GBR  | 60,22     | 57,00             | x                 | 60,22             | 57,38             | x                 | 59,68             |
| 6     | Danuta Majewska | POL  | 58,36     | 56,60             | 53,08             | x                 | 57,14             | 55,60             | 58,36             |
| 7     | Dagmar Galler   | FRG  | 55,20     | x                 | 54,32             | 53,54             | 54,02             | 50,62             | 55,20             |
| DOP   | Agnes Herczeg   | HUN  | 59,64     | 58,10             | 56,42             | x                 | x                 | 59,22             | 59,64             |

Datum: 20. August 1983
Dieser Wettbewerb war durch einen Dopingfall belastet:

Die zunächst sechstplatzierte Ungarin Agnes Herczeg hatte gegen die Antidopingbestimmungen verstoßen und wurde disqualifiziert.

#### Speerwurf
| Platz | Athletin           | Land | Weite (m) | Versuchsserie (m) | Versuchsserie (m) | Versuchsserie (m) | Versuchsserie (m) | Versuchsserie (m) | Versuchsserie (m) |
| Platz | Athletin           | Land | Weite (m) | 1. Versuch        | 2. Versuch        | 3. Versuch        | 4. Versuch        | 5. Versuch        | 6. Versuch        |
| 1     | Fatima Whitbread   | GBR  | 69,04     | 64,56             | 69,04             | x                 | 66,54             | x                 | x                 |
| 2     | Antje Kempe        | GDR  | 63,22     | x                 | 62,06             | 61,10             | x                 | x                 | 63,22             |
| 3     | Genowefa Olejarz   | POL  | 63,12     | 54,38             | 63,12             | x                 | 50,14             | x                 | 57,10             |
| 4     | Beate Peters       | FRG  | 60,40     | 59,70             | 60,40             | x                 | 59,60             | 59,26             | x                 |
| 5     | Saida Kikwize      | URS  | 59,84     | 58,12             | 59,84             | x                 | x                 | 55,32             | 49,48             |
| 6     | Antoaneta Todorowa | BUL  | 58,62     | x                 | 58,62             | x                 | 48,34             | 53,86             | 58,00             |
| 7     | Maria Janák        | HUN  | 56,16     | x                 | x                 | 56,16             | 53,80             | x                 | x                 |
| 8     | Elena Burgárová    | TCH  | 55,18     | x                 | 54,26             | x                 | x                 | 55,18             | 54,92             |

Datum: 20. August 1983

## Videolinks
- Steve Cram - 1983 European Cup 1500m, youtube.com, abgerufen am 31. Januar 2024
- 1983 European Cup 4x400m Crystal Palace, youtube.com, abgerufen am 31. Januar 2024